# Dixieland (film 1913)
Dixieland è un cortometraggio muto del 1913 diretto da Hardee Kirkland. Prodotto dalla Selig Polyscope Company e sceneggiato da Gilson Willets, il film aveva come interpreti William Stowell, Winifred Greenwood, Jack Nelson, Edith Johnson, Harry Lonsdale, Lafayette McKee.

## Trama
Una troupe di minstrel si imbarca per una tournée nel Sud. Henry Clay, un negro appare sulla scena indossando il cappotto sfilacciato di un generale confederato. Prende in prestito una chitarra da uno dei menestrelli e inizia a cantare "Way down South in Dixie" e la storia comincia. Siamo ai tempi della guerra civile. Emily, la padrona della piantagione invia Clay con un biglietto per Belle, che vive nella piantagione vicina e che è innamorata di suo fratello Farley. Scoppia la guerra. Farley parte per il fronte mentre William de Weaver, un poco di buono che ha sposato Emily, resta a casa. La donna muore con il cuore spezzato. Belle, ormai rimasta sola, riceve un biglietto da Farley, che fa parte dei servizi segreti e lavora come spia. William, in preda al rimorso, si arruola. Nel corso di una battaglia, viene catturato e portato in prigione accompagnato dal fedele Clay. Cercando di fuggire, William ferito mortalmente da una guardia. Intanto Farley, che è stato preso anche lui, sta per essere fucilato come spia. Lo salva all'ultimo momento la notizia che la guerra è finita e viene rilasciato. Clay gli porta un biglietto dal defunto William che lo esorta a raggiungere Belle. Il giovane torna a casa, in mezzo alle rovine delle case del Sud, ma quando si riunisce a Belle, una canzone completa la pittoresca storia della vecchia piantagione con i vecchi schiavi che ballano.

## Produzione
Il film fu prodotto dalla Selig Polyscope Company.

## Distribuzione
Distribuito dalla General Film Company, il film - un cortometraggio in una bobina - uscì nelle sale cinematografiche statunitensi il 16 aprile 1913.